# Делануа, Луи
Луи Делануа (фр. Louis Delanois, 1731—1792) — французский мастер-мебельщик, работал в Париже в переходном стиле от рококо к неоклассицизму периода правления короля Людовика XVI. Начинал подмастерьем в мастерской «вдовы Леруж». В 1761 году возглавил собственное дело. В 1768—1770 годах выполнял заказы мадам Дю Барри для её апартаментов в Версале. Среди его заказчиков были польский король Станислав II Понятовский, принц Конде, герцог Артуа.
Мастерская Делануа выполняла заказы русского императорского двора на мебель в стиле Людовика XVI. Для такой мебели характерны овальные спинки с гобеленовой обивкой, изогнутые локотники и ножки типа кабриоль, резьба с левкасом и позолотой.
Революция разрушила предприятие, и в 1790 году Делануа объявил себя банкротом. Через два года он скончался. Делануа имел много учеников и последователей, самый прославленный из них — Жорж Жакоб.